# Zdeněk VI. ze Šternberka
Zdeněk VI. ze Šternberka (německy Zdeněk VI. von Sternberg, 1525 –1575) byl český šlechtic, zakladatel českošternberské linie konopišťské větve rodu Šternberků. Působil v politice jako císařský rada, český místodržící.

## Život
Narodil se jako syn Adama I. ze Šternberka a jeho ženy Markéty Malovcové z Pacova.
Zdeněk byl císařským radou a hejtmanem Prácheňského kraje. V roce 1571 byl za Zdeňkovy účasti v Blatné uspořádán soud s vrahy rytíře Ludvíka Loreckého z Elkouše a jeho synů Adama a Zdeňka. O této události se v jedné ze svých Selských ballad věnuje Jaroslav Vrchlický.

### Manželství a potomstvo
Zdeněk byl od roku 1553 ženatý s Kateřinou Řepickou ze Sudomeře. Z jejich manželství se narodilo sedm synů a dcera Jitka, později provdaná za Volfa Novohradského z Kolovrat.
Synové Adam, Štěpán Jiří a Jan byli pokračovateli rodu.
Na Zdeňkovu památku byla vyražena stříbrná pamětní medaile. Na jejím líci je vyobrazena jeho busta a po stranách letopočet 15–73 a nápis tohoto znění: ZDENIEK Z SSTERNBERKA NA BLATNE A LNARZICH. Na rubu medaile je ženská busta, pravděpodobně portrét Zdeňkovy manželky s kapucí a krejzlem a nápis: POMNI NA BVDAUCZY WIECZY A NA WI–EKY NEZHRZESSISS.